# Állam és forradalom

Lenin 1917 augusztusában az illegalitásban, parókával és sapkával

Az Állam és forradalom. A marxizmus tanítása az államról és a proletariátus feladatai a forradalomban (oroszul: Государство и революция. Учение марксизма о государстве и задачи пролетариата в революции) Vlagyimir Iljics Lenin társadalomfilozófiai, politikaelméleti munkája, amelyet az 1917-es októberi orosz forradalom előkészítése során, 1917 augusztus-szeptemberében írt illegalitásban az akkor Oroszországhoz tartozó Finnországban. A marxizmus–leninizmus és általában az államelmélet egyik alapvető műve, és Lenin valószínűleg legnagyobb hatású, legolvasottabb és legtöbbre értékelt írása.

## Előzmények
Lenint diákkora óta foglalkoztatta az állam, mint „minden forradalom központi kérdése”. Kezdettől fogva a forradalmak osztályjellegét, társadalmi összefüggéseit emelte ki, szemben a „paraszti” és „nemzeti” utópiákkal. A Párizsi Kommün és az első orosz forradalom tanulságait, benne különösen az államhatalom megragadásának fontosságát már 1908-ban, A Kommün tanulságai című alkalmi beszédében kifejtette.

## Tartalma
A munka hat fejezetre oszlik. Lenin a megállapításait Karl Marx és Friedrich Engels számos szövegére alapozza, mint A filozófia nyomorúsága és A polgárháború Franciaországban. Lenin fő tézise az, hogy az állam, mint az elnyomott osztály kizsákmányolásának eszköze, az osztályellentétek kibékíthetetlenségének terméke és kifejezője.
Lenin szerint a munkásosztály közvetlen feladata az államhatalom megszerzése a burzsoá állam (szükségszerűen erőszakos) forradalomban történő leverésével. Az „állam szétverése” konkrétan intézményeinek (minisztériumok, hivatalok, parlament, rendőrség és katonaság) feloszlatását jelenti. Ezeket az intézményeket, amelyek személyi állománya Lenin szerint „ezer szállal kötődik a burzsoáziához” (társadalmi hátterük, világnézetük, közvetlen politikai és gazdasági érdekeik stb.) olyan intézményekkel váltják fel, amelyek a munkásosztály tagjainak közvetlen ellenőrzése alatt állnak. „Minden szakácsnak”, ahogy ő fogalmaz, lehetőséget kell adni arra, hogy részt vegyen az állam irányításában. Ezeknek az intézményeknek a prototípusait, amelyek összességében a munkásállamot kell alkotniuk, Lenin a szovjetekben, a munkás- és katonatanácsokban látja, amelyek az 1917-es februári orosz forradalom óta alakultak ki Oroszországban. A Német Birodalom hadigazdálkodására is utalva fejtette ki Lenin a proletár állam irányítása alatt álló új, szocialista gazdasági rendszer gondolatát.
Az államhatalom megszerzésének célja a termelési eszközök birtokba vétele és az addigi uralkodó osztály szükséges elnyomása. Ebben a fázisban a még létező államnak a demokrácia legtökéletesebb formáját kell képviselnie. Mivel ezután az állam már nem szolgál a kizsákmányolás eszközeként, azt így fokozatosan megszabadítják rendeltetésétől, és elhalásra van ítélve. A demokrácia is eltűnik vele, hiszen ez is egy államforma. Az állam elsorvadása után kialakul a szabad termelők kényszermentes társulása, azaz a kommunizmus. 
Lenin téziseinek alapvető tartalma az államhatalom meghódítása, majd az állam elsorvadása. Történelmi alátámasztásul Lenin az 1848-as forradalmat veszi figyelembe, majd a Párizsi Kommün tapasztalatait elemzi. Az ötödik fejezetben Lenin Marx szövegeire alapozva írja le, hogyan fog megtörténni az átmenet a kapitalizmusból a szocializmusba vagy a kommunizmusba. Az utolsó fejezetben Plehanov és Kautsky nézeteit bírálja, akiket „opportunistának” bélyegzett.
Lenin egy hetedik fejezetet is tervezett írni az 1905-ös orosz forradalom és az 1917-es februári forradalom tapasztalatairól. Mint azonban a mű első kiadásának utószavában írta, ebben „megzavarta” őt az 1917 októberi oroszországi forradalmi válság; „kellemesebb és hasznosabb dolog a forradalom tapasztalatait végigcsinálni, mint írni róluk”.

## Hatása
Az írás közvetlen felhívásnak is tekinthető a tanácsokba szerveződő munkások és katonák számára a kormányzati funkciók átvételére. Ezzel az állásponttal a bolsevikok végül felülkerekedtek a szovjetek II. Összoroszországi Kongresszusán, 1917 novemberében (a régi naptár szerint októberben). Így jött létre az 1917-es októberi orosz forradalom: a Kongresszus az Ideiglenes Kormányt leváltandónak nyilvánította. A korábbi állami minisztériumok helyére népbiztosságok jöttek létre. A következő hónapokban az egykori köztisztviselők helyét nagyrészt egyszerű munkások és katonák váltották fel, akik alig rendelkeztek speciális képzettséggel, de annál lelkesebbek voltak.
A mű történelmi jelentősége az, hogy az októberi forradalom filozófiájává vált, mind a hatalom megragadása, mind végcélja (a szabad közösségek önkéntes társulása) tekintetében. Az államszocializmus időszakában utópisztikus formában vulgarizálódott a propagandakiadványokban. A kommunisták szinte szentírásként forgatták, mindaddig, amíg Sztálin hatalomra nem jutott a maga etatista meggyőződésével, ami homlokegyenest ellentétes volt Lenin nézeteivel.
A kommunistákon túl számos antietatista-antikapitalista mozgalom tekintette tanulmányozásra méltónak, mivel könnyen olvasható, egyúttal megfelel mind a tudományos elemzés, mind a politikai röpirat követelményeinek.
A sztálinista-államszocialista ideológiai gyakorlatban mint egyfajta felesleges vagy elavult irodalom tűnt fel, különösen az állam elhalásának elmélete miatt, ami éles ellentétben állt az államszocializmusnak az állam erősítésére irányuló gyakorlatával. Magyarországon Hajdu Tibor igyekezett helyreállítani a mű eredeti elméleti és történeti összefüggéseit. hivatkozza 
A sztálini gyakorlatban az állam fokozatos leépítése, perspektivikus elhalása helyett az államhatalom minden eszközzel történő erősítése volt a cél. A sztálini fordulat jeleit élete végén Lenin is felismerte. A nemzetiségi kérdésről írta, de általános érvényű is az a megállapítása, miszerint (a Szovjetunió alkotmánya) „csupán írott malaszt marad. Nem tudja megvédeni a más nemzetiségű oroszországi lakosságot a tősgyökeres orosz, a soviniszta nagyorosz -lényegében erőszakos gazember - támadásától, mint amilyen a tipikus orosz bürokrata. Egészen biztos, hogy a szovjet meg a szovjet érzelmű munkások, akiknek a százalékaránya igen csekély, úgy fognak belefulladni a nagyorosz soviniszta szemétnek ebbe a tengerébe, mint légy a tejbe.”

## Magyarul
- Állam és forradalom; ford. Rudas László; KMP, Budapest, 1919 (Kommunista könyvtár)
- Állam és forradalom. A marxizmus tanítása az államról és a proletáriátus feladatairól a forradalomban; Idegennyelvű Irodalmi Kiadó, Moszkva, 1943
- Állam és forradalom. A marxizmus tanítása az államról és a proletariátus feladatai a forradalomban; Kommunisták Romániai Pártja, Kolozsvár, 1945
- Állam és forradalom. A marxizmus tanítása az államról és a proletariátus feladatai a forradalomban; Szikra, Budapest, 1945
- Állam és forradalom. A marxizmus tanítása az államról és a proletariátus feladatai 1917; Szikra, Budapest, 1948 (A marxizmus-leninizmus kis könyvtára)
- Állam és forradalom. A marxizmus tanítása az államról és a proletariátus feladatairól a forradalomban; Bratsztvo-Jedinsztvo, Noviszád, 1949 (Híd könyvek)
- Állam és forradalom. A marxizmus tanítása az államról és a proletariátus feladatai; Pravda, Bratislava, 1952 (A marxizmus-leninizmus könyvtára)
- Állam és forradalom. A marxizmus tanítása az államról és a proletáriátus feladatai a forradalomban; sajtó alá rend. a Kossuth Könyvkiadó marxizmus-leninizmus klasszikusainak szerkesztősége; Magyar Helikon–Európa, Budapest, 1967
- V. I. Lenin összes művei; sajtó alá rend. a Marxizmus-Leninizmus Klasszikusainak Szerkesztősége; Kossuth, Budapest, 1963–1980
  - 33. Állam és forradalom / A marxizmus az államról; 1965
- Állam és forradalom. A marxizmus tanítása az államról és a proletariátus feladatai a forradalomban; Kárpáti, Uzshorod, 1972

## Fordítás
- Ez a szócikk részben vagy egészben  a   Staat und Revolution című német Wikipédia-szócikk ezen változatának fordításán alapul.  Az eredeti cikk szerkesztőit annak laptörténete sorolja fel. Ez a jelzés csupán a megfogalmazás eredetét és a szerzői jogokat jelzi, nem szolgál a cikkben szereplő információk forrásmegjelöléseként.